# 沙龙 (北达科他州)
沙龙（英語：Sharon），是美国北达科他州下属的一座城市。根据2010年美国人口普查，该市有人口96人。